# 武田信春
武田 信春（たけだ のぶはる）は、南北朝時代から室町時代前期にかけての武将。甲斐源氏第12代当主。武田氏9代当主。信時流武田氏の子孫で武田信成の子。官途名は兵庫助、修理亮及び伊豆守。
兄弟に基信、武春、布施満春、栗原武続がいる。子は信満、穴山満春（武田信元）、下条信継、市部信久、吉田成春、観音寺遠大西堂、法弥陀仏（一蓮寺住持）、上杉禅秀正室、小笠原長基正室、武田信繁室など（信春の系譜・子女については「円光院武田家系図」をはじめとする武田家系図類に拠る）。

## 略歴
安芸国守護であった祖父の信武は北朝・足利尊氏に近侍し、観応2年9月以前には甲斐国の守護に任じられている。『太平記』に拠れば、信春は父の信成とともに北朝（幕府）側に属して戦い、信武に代わり甲斐へ在国したという。文和4年（1355年）4月、柏尾山に陣を構えて甲斐国内の南朝勢力を駆逐した。延文4年（1359年）7月13日もしくは康安2年（1362年）7月晦日には信武が死去する。
『一蓮寺過去帳』『上総武田氏系譜』によれば、明徳5年/応永元年（1394年）には父の信成が死去する。『一蓮寺過去帳』や『大聖寺甲斐源氏系図』『武田源氏一統系図『武田源氏一流系図』などの過去帳・系図類の既述から、甲斐守護職を継承したと見られている。
これに対して、西川広平は康安2年（1362年）の信武の死後に信成を飛ばして信春が甲斐守護職ならびに武田氏家督を継承したとする新説を唱えている。西川説は元々は安芸武田家が武田氏の嫡流で甲斐武田家はその庶流であるとした黒田基樹の新説に対する批判から始まっているが、その検証過程で、信成が甲斐守護であることを示した史料が存在しないことや信武が名乗っていた官途名は信成に引き継がれず、信春の代になって兵庫助や伊豆守といった信武ゆかりの官途名（特に伊豆守は武田氏家督と密接に関係するとされる）を名乗っていることを指摘して、信春が祖父から直接家督を継いだとする説を唱えた。また、西川は薩埵山体制の成立によって甲斐が鎌倉府の支配国に編入されたことに対応して、室町幕府傘下の安芸と鎌倉府傘下の甲斐に2つの武田家家督が成立し、叔父氏信が安芸の惣領に、信春が甲斐の惣領になったとしている。そして、文和4年（1355年）2月に足利尊氏の近習に任ぜられ、その側近として活躍してきた信春を甲斐守護職と武田家家督を意味する伊豆守に任じることで鎌倉府の独自行動を牽制する役割が期待されていたとしている。
南北朝時代以後、甲斐守護となった武田氏は守護所を甲府盆地東部の東郡に設置し、信春も青梅往還沿いの山梨郡千野郷（現在の山梨県甲州市塩山千野）に館を構えている。貞治4年（1365年）には、菱山の地を大善寺（甲州市勝沼町勝沼）に寄進しているのをはじめ、多くの寺領寄進を行っている。
『甲斐国志』や『塩山向獄禅菴小年代記』に拠れば、応永20年（1413年）には乱により館が陥落すると萩原山へ逃れ、柳沢に砦を築く。西胤俊承『真愚稿』によれば、同年10月23日に同所で死去する。後を子の信満が継いだと見られている。『甲斐国志』によれば、甲州市塩山茅野の慈徳院は信春の菩提寺であり、境内には武田信春館跡がある。